# 桑戈爾基
桑戈爾基（西班牙語：Sangolquí），是厄瓜多爾的城鎮，位於該國北部，由皮欽查省負責管轄，是魯米尼亞維縣的首府，面積55平方公里，海拔高度2,500米，2010年人口80,080，人口密度每平方公里1,456人。
0°20′4″S 78°26′51″W / 0.33444°S 78.44750°W